# Cyclosa pusilla
Cyclosa pusilla är en spindelart som beskrevs av Simon 1880. Cyclosa pusilla ingår i släktet Cyclosa och familjen hjulspindlar.
Artens utbredningsområde är Nya Kaledonien. Inga underarter finns listade i Catalogue of Life.